# Ralph Pearson
Ralph Gottfrid Pearson, född 12 januari 1919 i Chicago, Illinois, död 12 oktober 2022, var en amerikansk professor i fysikalisk kemi.

## Biografi
Pearson disputerade i fysikalisk kemi 1943 från Northwestern University, och undervisade kemi vid Northwestern på motsvarande fakultet från 1946 till 1976, då han flyttade till University of California i Santa Barbara (UCSB). Han gick i pension 1989 men är fortfarande (2015) aktiv inom forskning i teoretisk oorganisk kemi.
År 1963 föreslog han den kvalitativa teorin om hårda och mjuka syror och baser (HSAB) i ett försök att ena teorierna om reaktivitet i oorganisk och organisk kemi. I denna teori gäller "Hard" för arter som är små, har höga laddningstillstånd, och är svagt polariserbara. "Mjuk" gäller för arter som är stora, har låga laddningstillstånd och är starkt polariserbara. Syror och baser samverkar, och de mest stabila interaktioner är hårt-hårt och mjukt-mjukt.
År 1967 skrev Pearson och Fred Basolo, hans kollega vid Northwestern University, den inflytelserika monografi "Mekanismer för oorganiska reaktioner", som integrerade koncept från ligand fältteori och fysikalisk organisk kemi och signalerade en övergång från beskrivande koordinationskemi till en mer kvantitativ vetenskap.
År 1983, i samarbete med Robert Parr, renodlade han HSAB-teorin till en kvantitativ metod genom att beräkna värden för "absolut hårdhet" använder täthetsfunktionalteori, en approximativ metod inom molekylär kvantmekanik.

## Hedersbetygelser
- American Chemical Society Award för Distinguished Service till oorganisk kemi 1970,
- Medlem av National Academy of Science 1974.